# Parudenus aterrimus
Parudenus aterrimus är en insektsart som beskrevs av Heinrich Hugo Karny 1937. Parudenus aterrimus ingår i släktet Parudenus och familjen grottvårtbitare. Inga underarter finns listade i Catalogue of Life.